# Pete Way
Peter Frederick "Pete" Way (Enfield, 7 de agosto de 1951 – 14 de agosto de 2020) foi um baixista britânico que tocou no UFO, Waysted e depois, Fastway e Ozzy Osbourne.
Way começou sua carreira como músico de estúdio para muitos artistas. Tocou em bandas com amigos do colégio e mais tarde criou uma banda com amigos Phil Mogg, Andy Parker e Mick Bolton. Deste veio a se tornar do lineup original do UFO. Depois de dois álbuns com o guitarrista original, a banda recrutou o guitarrista Michael Schenker do Scorpions. Mais tarde, a banda assinou com o guitarrista / tecladista e longo tempo amigo Paul Raymond. O grupo lançou muitos álbuns e singles e dois alcançaram o UK Top 40 hits. Também influenciou vários baixistas, assim como Steve Harris.
Descontente com a direção mais melódica do UFO no início da década de 1980, Pete saiu do UFO para formar o Fastway com o ex-guitarrista do Motorhead "Fast" Eddie Clarke. O Fastway ficou conhecido no Brasil pela canção 'Say What You Will', tema de abertura do programa Armação Ilimitada exibido pela Rede Globo na década de 1980.
Morreu no dia 14 de agosto de 2020, aos 69 anos, em decorrência dos ferimentos causados em um acidente dois meses antes.